# Бардина (посёлок)
Бардина — посёлок при станции в Новокузнецком районе Кемеровской области. Входит в состав Терсинского сельского поселения.

## География
Центральная часть населённого пункта расположена на высоте 193 метров над уровнем моря.

## Население
По данным Всероссийской переписи населения 2010 года, в посёлке при станции Бардина проживает 92 человека (42 мужчины, 50 женщин).